# Buckenreuth (Helmbrechts)

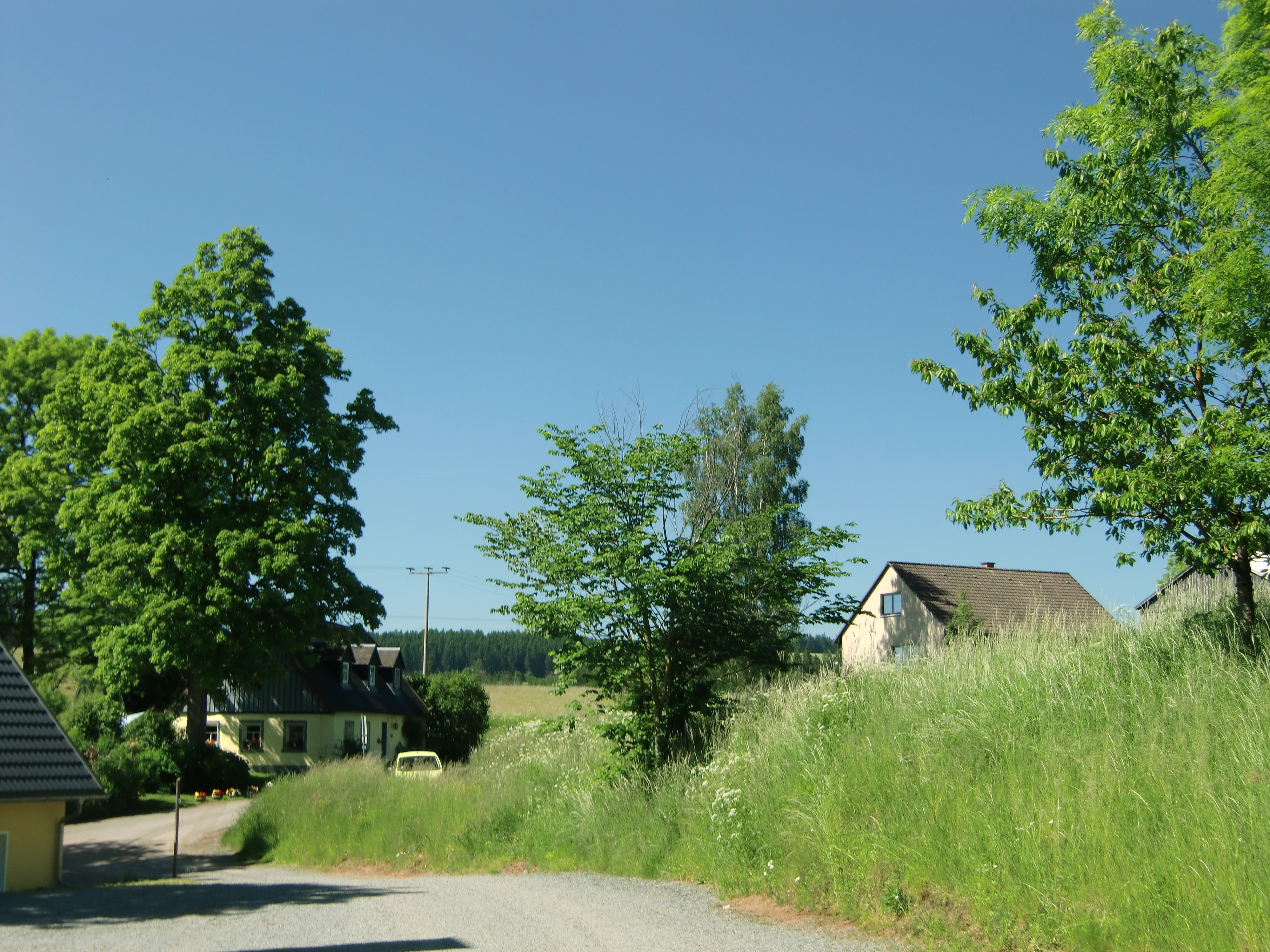
Ortsbild des Weilers

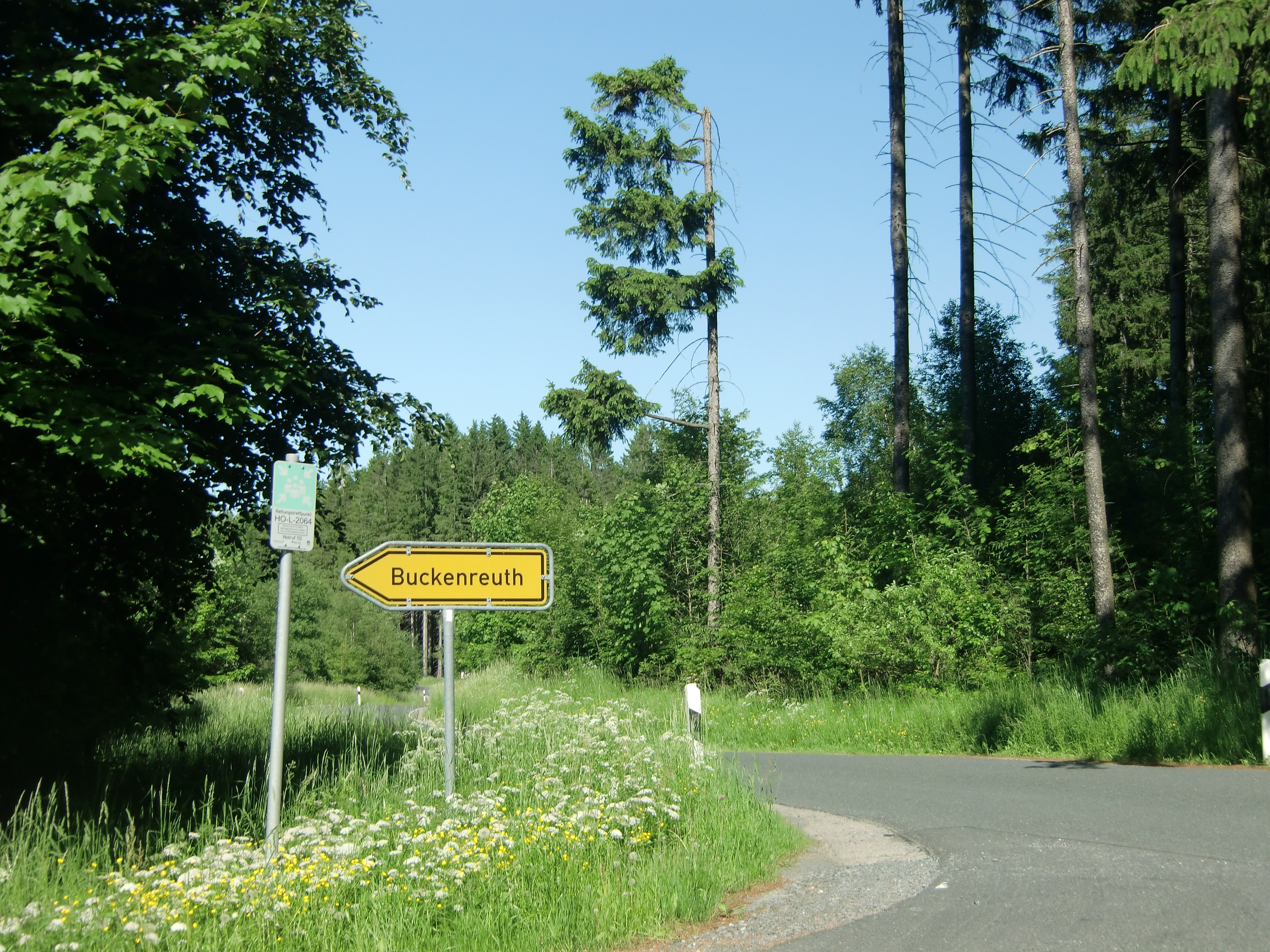
Rettungstreffpunkt HO–L–2064 mit Wegweiser nach Buckenreuth

Buckenreuth ist ein Gemeindeteil der Stadt Helmbrechts im Landkreis Hof (Oberfranken, Bayern). Buckenreuth liegt in der Gemarkung Enchenreuth.

## Geografie
Der Weiler in einer geschützten Quellmulde, die sich in südlich ausgerichteter Hanglage befindet. Eine Anliegerstraße führt 700 Meter nordöstlich zur Staatsstraße 2158, die südwestlich nach Eppenreuth bzw. nordöstlich zur Staatsstraße 2195 bei Enchenreuth verläuft.

## Geschichte
Das seit 1538 zum bambergischen Amt Enchenreuth gehörende Buckenreuth wurde während des Dreißigjährigen Krieges zweimal verwüstet, das geschah in den Jahren 1632 und 1635. Gegen Ende des 18. Jahrhunderts bestand Buckenreuth aus 5 Anwesen (1 Hof, 3 Halbhöfe, 1 Tropfhäuslein). Die Hochgerichtsbarkeit sowie die Dorf- und Gemeindeherrschaft stand dem bambergischen Amt Enchenreuth zu. Das bambergische Kastenamt Stadtsteinach war Grundherr sämtlicher Anwesen.
1802 kam Buckenreuth an das Herzogtum Bayern. Infolge des Ersten Gemeindeedikts wurde Buckenreuth dem 1808 gebildeten Steuerdistrikt Enchenreuth und der zugleich entstandenen Ruralgemeinde Enchenreuth zugewiesen. Im Zuge der Gebietsreform in Bayern wurde Buckenreuth am 1. Januar 1977 nach Helmbrechts eingemeindet.

### Baudenkmäler
In Buckenreuth gibt es zwei Baudenkmäler: Beide stammen aus der zweiten Hälfte des 19. Jahrhunderts und sind gusseiserne Kruzifixe auf sandsteinernen Pfeilern. Das eine steht an einem waldgesäumten Feldweg unweit des südlichen Ortsrands, das zweite steht ebenfalls an einem Feldweg am nordwestlichen Ortsrand.

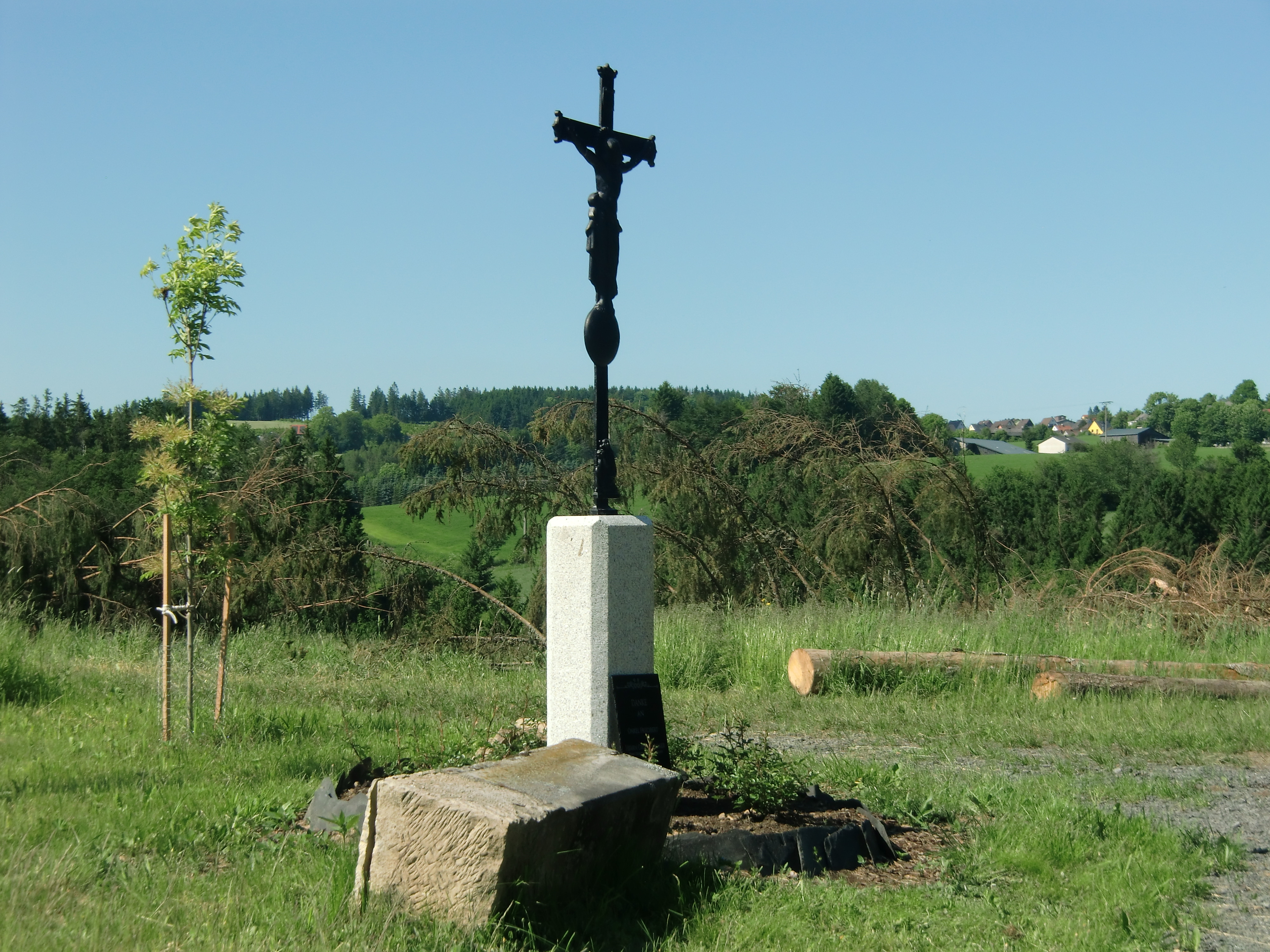
Gusseisernes Kruzifix bei Haus Nr. 6 am Nordostrand des Ortes
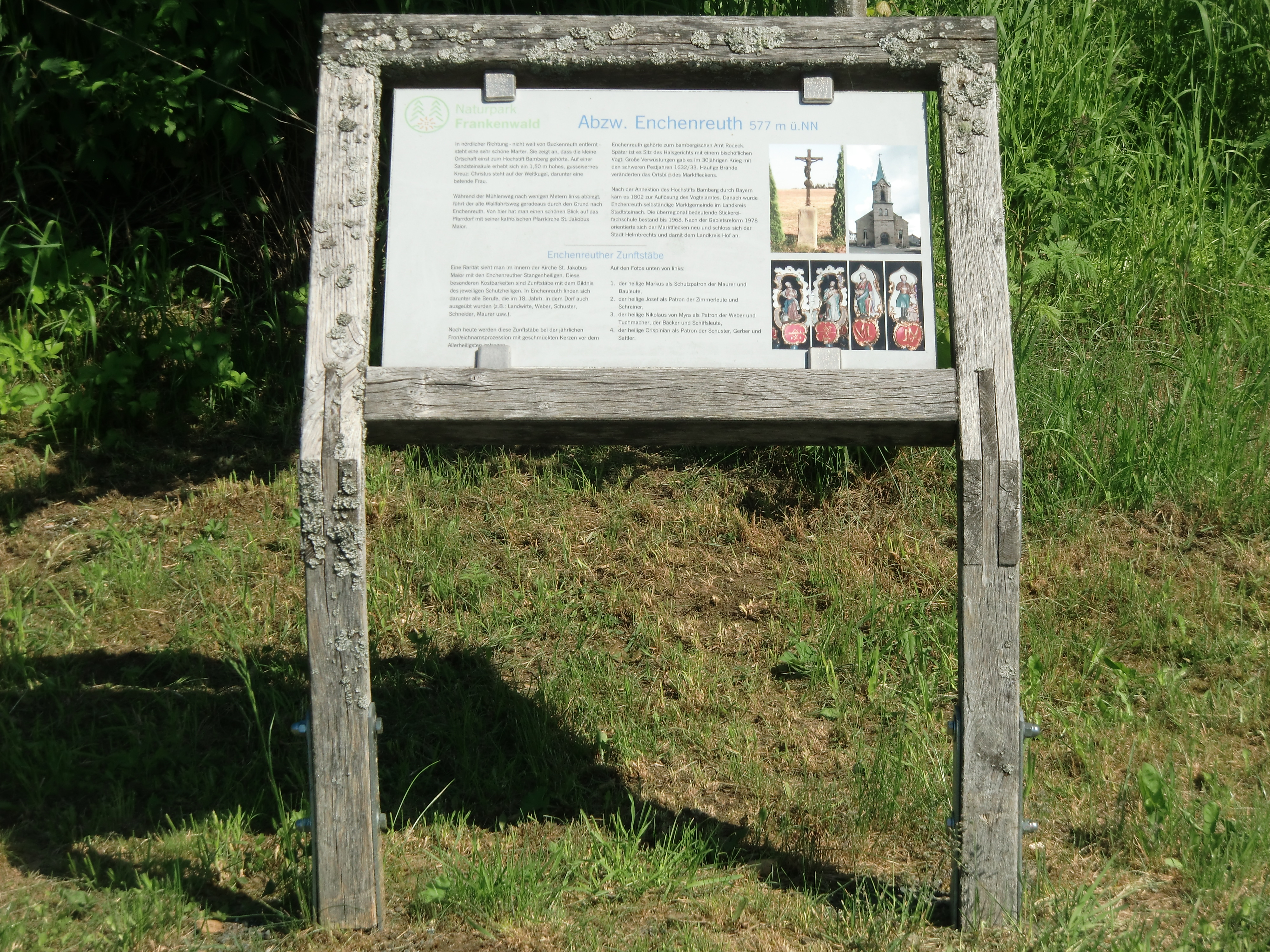
Informationstafel mit einer Kurzbeschreibung des Kruzifixes

ehemaliges Baudenkmal
- Haus Nr. 7: Hakenhof; eingeschossiges, verputzt massives Wohnstallhaus, drittes Viertel des 18. Jahrhunderts, mit Halbwalmdach über hölzernen Trauf- und Ortganggesimsen; Fenster- und Türrahmungen schlicht Sandstein, letztere mit Scheitelstein.[10]

### Einwohnerentwicklung
| Jahr      | 1818  | 1819   | 1861   | 1871   | 1885   | 1900   | 1925   | 1950   | 1961   | 1970   | 1987  |
| Einwohner |       | 27     | 40     | 47     | 28     | 30     | 20     | 22     | 23     | 15     | 16    |
| Häuser    | 5     |        |        |        | 5      | 5      | 5      | 5      | 4      |        | 5     |
| Quelle    | [ 7 ] | [ 12 ] | [ 13 ] | [ 14 ] | [ 15 ] | [ 16 ] | [ 17 ] | [ 18 ] | [ 19 ] | [ 20 ] | [ 1 ] |

## Religion
Buckenreuth ist römisch-katholisch geprägt und bis heute nach St. Jakobus der Ältere (Enchenreuth) gepfarrt.